# Urusei Yatsura
Urusei Yatsura (うる星やつら lit. Esos odiosos extraterrestres?),  conocida como Lum, la chica invadora o Lamu, la pequeña extraterrestre en España, es una serie de manga humorística escrita e ilustrada por Rumiko Takahashi (autora de Ranma ½ e Inuyasha) que se estrenó en la revista semanal Shōnen Sunday el 24 de septiembre de 1978 hasta su conclusión en julio de 1987. A pesar del éxito inicial, su tirada fue muy esporádica hasta que le dieron la periodicidad semanal en septiembre de 1979.
Sus 314 capítulos individuales fueron compilados en 34 volúmenes tankōbon. El manga fue adaptado a una serie de televisión anime de 195 episodios producida por Kitty Films y transmitida por Fuji Television desde 1981 hasta 1986. Le siguieron once OVAs (incluyendo los dos especiales) y seis películas estrenadas en los cines.
El manga fue editado en España por la editorial Glénat bajo el nombre de Lamu mientras que las películas, con el título de Lamu la pequeña extraterrestre, fueron editadas en VHS por Manga Films (excluyendo la segunda película, Beautiful Dreamer, que únicamente ha sido editada en DVD) y posteriormente en DVD por Jonu Media junto a los OVA. El anime titulado como Lum la chica invasora fue emitido por televisión en cadenas autonómicas españolas y doblado por Arait Multimedia aunque también se puede encontrar una edición en DVD por Jonu Media de solo la primera temporada hasta el momento. El doblaje en español peninsular se realizó en 2 diferentes lugares: Arait Multimedia SL de Madrid, realizó el doblaje de la serie en 1999, mientras que el doblaje de las películas y OVAs se realizó en Sonoblok, en Barcelona, a comienzos del nuevo milenio. Las OVAs se doblaron el 2008 también en Sonoblok, sin embargo, se utilizó un reparto distinto de voces, debido al tiempo que pasó entre el doblaje de las películas y las OVA, de ahí que algunos personajes suenen diferente.
La serie es considerada un exponente importante de la cultura japonesa, que además de abarcar géneros como la comedia, el romance, el absurdo y el surrealismo, basa múltiples de sus elementos en costumbres y tradiciones del país. Ha recibido numerosos elogios por parte de la crítica y los fanáticos tanto dentro como fuera de Japón y ha tenido un gran impacto cultural convirtiendo a su personaje principal, Lum, en un icono del manga y el anime.
Una nueva adaptación de la serie al anime de David Production se estrenó en el bloque de programación Noitamina de Fuji TV en 2022.
Con eso, el estudio anunció que este anime tendría 4 temporadas en total, finalizando con 46 episodios en total.

## Argumento
Una raza alienígena conocida como Oni decide invadir la Tierra aunque les da una oportunidad a los humanos de competir si no desean ser esclavos, aunque el humano que podrá competir termina siendo seleccionado completamente al azar de entre todos los humanos de todo el planeta Tierra. El humano elegido para la competición es un estudiante japonés de instituto de carácter mujeriego llamado Ataru Moroboshi, que debe tocar los cuernos de la hermosa princesa Lamu/Lum, la hija del jefe de los Oni, aunque lo tendrá difícil ya que ella puede volar. A lo largo de 6 días enteros, frente a las cámaras de todo el mundo Ataru fracasa de múltiples formas tratando de tocar los cuernos de Lum, pero en el último día restante previa a la esclavización de la Tierra, Ataru se las ingenia para atrapar a Lum, quitándole la parte superior del bikini para que la chica proteja su integridad y así tocarle los cuernos. Al ganar Ataru, este grita de felicidad sabiendo que se va a casar con su novia de entonces Shinobu, pero Lum lo malinterpreta pensando que él se va a casar con ella y acaba enamorándose del joven, terminando ella quedándose en su casa.
La dinámica de relación amor/odio/fastidio de los 2 protagonistas, sería utilizada después en Ranma ½, con los personajes de Ranma Saotome y Akane Tendo, y también en Inuyasha con los personajes Inuyasha y Kagome. Además, estos dos personajes, sentaron las bases de las personalidades de los protagonistas de las siguientes series de la autora.
A partir de ahora Ataru experimentará extrañísimos encuentros con personas extravagantes, como su rival Shuutaro Mendo o el club de fanes de Lum, alienígenas como el primo pequeño de Lamu, Jariten, y criaturas basadas en el folklore japonés como el gato mesa camilla, al igual que perseguirá a espectaculares mujeres como la sacerdotisa Sakura o las amigas alienígenas de Lamu aunque reciba la furia eléctrica y celosa de la chica.
La historia ocurre en el barrio ficticio de Tomobiki, ubicado en lo que en la realidad es el municipio de Nerima en Tokio. Este posee 2 institutos (Tomobiki y su rival Butsumetsu) y 3 estaciones de trenes de cercanías. Además colinda con el barrio ficticio de Fuurinkan (donde ocurre otra historia de Takahashi, Ranma ½) El título de la serie es un juego de palabras que posee varios significados. Por regla general Urusei es una deformación del verbo y adjetivo Urusai, que significa "Ruidoso / Ser Ruidoso" y se suele interpretar como "Cállate!" en su modalidad de verbo, y Yatsura es el informal de Yatsu-tachi, el cual es el plural de "Yatsu", que significa individuo (Vulgar) o también la otra manera de decir extraterrestre/marciano/invasor, por lo mismo, mientras que "Urusei Yatsura" puede significar "Esos odiosos/ruidosos marcianos" o "Esos tipos odiosos/ruidosos" también puede significar "Los extraterrestres de la Estrella Uru". Sin embargo, en el manga, se explica que la familia de Mr. Invader proviene del Planeta Ogro (Oniboshi en japonés), la cual a su vez, es un planeta subordinado a la Estrella Uru (supuestamente, el sol o planeta del cual Oniboshi es subordinado).

## Personajes

### Principales
- Ataru Moroboshi (諸星あたる):[1]

A primera vista parece el típico estudiante de instituto de 17 años. Es de apariencia común, proveniente de una familia de clase media-baja, y pasa la mayor parte de su tiempo flojeando en clases y mirando chicas. Pero pronto uno se da cuenta del fenómeno sobrehumano que es en realidad una vez que se le ve en acción. Conforme avanza el manga, Ataru realiza gradualmente menos "persecuciones de faldas", a la par que, a partir de la saga de Shingo y el bosque eléctrico, reconoce de a poco sus verdaderos sentimientos (aunque no lo diga por orgullo). Sin embargo, mientras que Ataru en el manga es menos lascivo conforme avanzan los tebeos, en el anime, su carácter libidinoso se exagera. Los diseños de personajes de Ataru son bastante diferentes entre el manga y el anime. Mientras que en el manga al avanzar adquiere un diseño más serio (y sus caras estúpidas aparecen menos), en el anime, sobre todo, bajo la dirección de Kazuo Yamazaki, su diseño de personaje se ridiculiza, haciéndolo más estúpido (los ojos demasiado grandes son una indicación). En las OVAs dirigidas por Satoshi Dezaki, se logra un diseño mucho más fiel al manga que en la serie regular.
- Lum Invader (ラム):[2]

También conocida como Lamu (debido a la pronunciación en japonés de su nombre), es una chica que se enamoró irrevocablemente del libidinoso y desafortunado gamberro Ataru Moroboshi. Uno puede alegar que una chica normal nunca se podría enamorar de este perdedor, sin embargo, Lum no es una chica normal. Lum es una princesa extraterrestre, hija de un poderoso comandante en jefe del ejército de su planeta y más específicamente una oni. El anime se salvó de ser retirado de pantalla en España por quejas sobre el exhibicionismo de la protagonista, debido a que algunas amas de casa y mujeres adolescentes de la península argumentaron que reivindicaban los valores de la mujer (esto se explica en que la serie es una graciosa y retorcida parodia de la dinámica de marido (en este caso, vendría a ser Ataru) y mujer (aquí vendría a ser Lum/Lamu) en Japón). Lum en el manga es más agresiva, violenta y sobreprotectora de su "marido" que su contraparte del anime.
- Shinobu Miyake (三宅しのぶ):

Shinobu significa amargada, cansancio. Shinobu podría ser descrita como una pequeña e inocente colegiala, pero no es del todo inocente. Muy detallista, romántica y, a menudo llena de melancolía. Shinobu suele ser muy dulce y amable pero solo lo aparenta es amargada y con mal genio, hasta que la provoquen o si le dicen algo sin motivo. Shinobu es una chica muy dulce, pero tiene la peor suerte del mundo con los hombres. En el comienzo Shinobu era la novia de Ataru, pero finalmente comienza a perder interés en Ataru. 
- Shuutarô Mendô (面堂終太郎):

Él es el honorable Shuutaro Mendo. Descendiente de la familia más rica del planeta, descendiente del elenco samurái. Shuutaro es el heredero del Conglomerado Mendo de 4 trillones de dólares. Su familia es propietaria de gran parte de Japón, así como trozos de muchos otros países. Son un gobierno militarista por su cuenta. Ellos tienen su propia policía secreta, e incluso más espectacular es su ejército privado muy avanzado y poderoso que podría muy bien aniquilar al ejército japonés en caso necesario. Mendo trata de vivir su vida por los códigos del bushido. Él es bien educado, elegante, talentoso, atlético, guapo, caballeroso, disciplinado, inteligente y rico. En pocas palabras, es todo por lo que las chicas se vuelven locas...especialmente la parte de dinero. Prácticamente todas las mujeres que no lo conocen bien lo encuentran irresistible y Mendo no hace nada para desalentarlas tampoco. Él es un mujeriego excepcionalmente activo. Él coqueteará con cualquier mujer que vea. Mendo trata a todas las mujeres como si fueran diosas, pero del mismo modo que trata a los hombres como basura.
- Jariten "Ten" (ジャリテン):

Jariten, conocido por todos como "Ten", es el pequeño primo de Lum. Ten es un niñito extraterrestre malcriado y molestamente engreído en el habla. Como todos los oni, Ten tiene poderes propios. Puede volar y escupir fuego. Pero él es un niño inexperto, por lo que su vuelo es torpe y lento, y su aliento de fuego no siempre es eficaz. En el manga, Ten aparece en el guion después de Sakura, Benten, Oyuki, Kurama, Shûutaro, Tobimaro y Ran, pero en el anime, aparece antes que ellos.
Ten es un niño, pero seguro que no actúa de su edad. Él tiene un cierto nivel de inteligencia adulta que es bastante sorprendente para alguien que todavía está en pañales. Un resultado de ser precoz es que Ten sólo tiene ojos para las mujeres mayores. Hubo una vez que le gustó Sakura, así como la mujer que regentaba la tienda de flores, Kurama y algunas otras. Sin embargo, Ten sigue siendo esencialmente un niño y bastante ingenuo. Cerca de las mujeres suele ser lindo y pequeño. Cuando está cerca de los hombres es su yo habitual. Ruidoso, molesto y agresivo a menudo.
Ten vino a la Tierra para conocer al nuevo marido de Lum, pero fue decepcionado por lo que encontró. Desde el momento en que se conocieron, Ataru y Ten han estado a la greña. Ataru le intimida, Ten le quema la cabeza. Ataru engaña a Ten y se burla de él, y él se burla de Ataru. Una verdadera relación fraternal.
Debido a que Ataru es tan idiota, Ten no cree que se merece a Lum. Por lo tanto decide vivir con ellos para mantener un ojo en Ataru. En cuanto a Ataru, está celoso de la capacidad de un bebé para usar su lindura para acercarse a las chicas, pero sobre todo siente que Ten es una molestia principal. Pero con toda la lucha constante entre ellos, la verdad es que tienen mucho en común. Más adelante en la serie aprenden a vivir juntos, a pesar de que los insultos siguen volando. Si no los conocieras bien, por el modo en que actúan entre sí, podrías tener la impresión de que son hermanos.
Los padres de Ten siempre están ocupados, así que nunca realmente puede pasar mucho tiempo con ellos y fue criado por una niñera robótica en su lugar. En cierto modo, su prima Lum es la única figura materna coherente que ha tenido en su vida. Ella es su tutora legal y cuida de él casi como si fuera su hijo.
Si notas que el dialecto de Ten es un poco inusual en comparación con los otros personajes, es porque su forma de hablar se basa en el estereotipado dialecto de Osaka.
Jari de cierta forma significa "mocoso". Así que llamarlo por su nombre completo Jariten es lo mismo que llamarlo "malcriado Ten". Ten en cuenta que sólo los chicos lo llaman por su nombre completo.
Su seiyu es Kazuko Sugiyama. Ha tenido otros roles en animes como Heidi (anime) donde interpretó a la protagonista, en Fullmetal Alchemist como Dante, en Dr. Slump como Akane Kimidori y Kinoko Sarada, además de Dragon Ball, Magical Taruruuto-kun y Gatchaman.
- Sakuranbo (錯乱坊):

Su nombre es Sakuranbo, pero él insiste en ser llamado Cherry. Cherry es un monje budista muy detestable y espeluznante. Un sacerdote viajante que tiene la costumbre de aparecer de la nada cuando menos te lo esperas, a menudo aterrando a cualquier persona desafortunada lo suficiente como para justificar su atención.
Casi todos los personajes de Urusei Yatsura le detestan y temen su presencia. Cherry está siempre haciendo un juicio sobre las personas y prediciendo el destino. Él ve malos augurios en casi todo. Por lo general, sus predicciones nefastas se hacen realidad, incluso si él mismo tiene que dar al destino una mano de ayuda. Por supuesto, todos odian sus chistes estúpidos.
Pero nadie odia a Cherry tanto como Ataru Moroboshi. Por razones que sólo conoce el fastidioso monje, Cherry constantemente interfiere en la vida de Ataru y siente pena por su personalidad corrupta, bajos deseos y mala suerte. Él ha tomado un interés personal en ver a través de su caída.
Cuando Cherry no está viajando, vive en un terreno baldío, con domicilio en su tienda de campaña improvisada. Cherry, un gorrón desesperado siempre está tratando de convertir una situación mala en una oportunidad para una comida gratis. Comer y ser un idiota parecen ser sus razones para vivir.
Él no tiene muchas buenas cualidades, sin embargo, es muy arrogante. Se llena con un aire de esnobismo que viene de ser un sacerdote. A pesar de su arrogancia, Cherry es, de hecho, un monje muy cualificado. Tiene un profundo conocimiento de lo sobrenatural y sabe de muchas artes misteriosas. Él es bueno para encontrar malos espíritus (de ahí su fijación con Ataru) y exorcizarlos. Sus exorcismos no suelen tener consecuencias, siempre funcionan como deberían sin embargo.
Su nombre Sakuranbo es la palabra japonesa para "cereza". Pero en otro sentido, también puede significar "cura loco".
Su seiyu es Ichiro Nagai, que también ha desempeñado a Happosai de Ranma ½, a Karin-sama de Dragon Ball, al Dr. Sado de Space Battleship Yamato, así como Jingoro Inokuma de Yawara.
- Sakura (サクラ):

Sakura es la hermosa enfermera de la Preparatoria Tomobiki que también resulta ser la sobrina de Cherry y una poderosa sacerdotisa sintoísta.
Las fuerzas místicas son fuertes en su familia. Su tío Cherry es un buen ejemplo de ello. Sakura posee muchos poderes como percepción extrasensorial, habilidades de conjuro y control sobre demonios y espíritus. Sakura y Cherry hacen un montón de purificaciones y exorcismos de demonios juntos. Al igual que su tío ve malos augurios por todas partes y siempre está forzando consejos espirituales sobre Ataru. A pesar de que tiene mucho en común con su tío, a ella le desagrada Cherry tanto como a todos los demás. En efecto, le golpea más que nadie, pero Cherry prácticamente lo merece.
La mayoría de la gente no puede creer que ella es familia de ese monje desagradable, ya que ella es tan hermosa. Todos los chicos de la Preparatoria Tomobiki tienen un gran entusiasmo con esta mujer madura e inteligente. Ellos se han conocido por voluntariamente mutilarse, así ellos tienen una excusa para visitar la enfermería de Sakura.
Sakura tiene absolutamente cero tolerancia a las tendencias lascivas de los adolescentes. Ella considera que es indignante y sus respuestas a estas perversiones son casi siempre en forma de violencia. Pero ninguna cantidad de violencia puede mantener a los muchachos lejos por mucho tiempo. Ciertamente, no tiene ningún efecto en nuestro residente libertino, Ataru Moroboshi.
Entre sus muchos poderes espirituales, ella también tiene el extraño poder de comer montañas de comida, sin ganar ningún peso en absoluto (a la envidia de otras mujeres a su alrededor). Sakura no es exactamente una glotona, pero ella tiene un apetito muy grande ya que ella devoraría los alimentos suficientes para alimentar a un ejército.
Ella posee algo de un alma vieja, mucho antes de su tiempo. Con lo joven y hermosa que es, Sakura parece tener los patrones de pensamiento de una vieja solterona. Su manera de hablar es muy anticuada. Ella es a menudo irritable y autoritaria. Está completamente fuera de contacto con las mujeres más jóvenes de hoy. Parece que incluso cuando era una adolescente, Sakura se conducía como una adulta. Es difícil creer que alguna vez fue una niña.
Sakura es sin duda poderosa pero también un poco de una hechicera charlatana. Desde que era una niña, Sakura siempre tenía una constitución muy débil y susceptible a la enfermedad. Ella fue plagada por todo tipo de enfermedades. Según lo recomendado por su tío, ella propuso exorcizar a Ataru y por el don para atraer espíritus malignos de Ataru, los demonios de la enfermedad que habían sido su azota desde la infancia dejaron a Sakura y atacaron a Ataru. Ahora está perfectamente sana. Pero esta no fue la última vez que trató de curarlo de su mala suerte. Sakura piensa que es su deber atender las necesidades espirituales de Ataru aún si quiere o no.
Sakura es la palabra japonesa para "flores de cerezo".
Su seiyu es Machiko Washio, que también aportó voces en las películas de Hayao Miyazaki. Es decir El castillo en el cielo y Mi vecino Totoro.
- Los padres de Ataru:

Son la típica pareja de clase media-baja que dio a luz al cretino más desesperado sobre la faz de la Tierra, y están eternamente arrepentidos de ello.
Juntos tienen una molesta relación doméstica común que es tan aburrida como sucia, o en las rocas. Pasan la mayor parte de su tiempo recordando sus días de juventud cuando eran recién casados deseando tener a una niña cuando en su lugar tuvieron a Ataru.
- El Sr. Moroboshi es un asalariado y siempre se está quejando por los amontes de estrés. Él es esclavo todo el día en un trabajo sin futuro, llega a casa con su esposa mandona e hijo idiota y se preocupa constantemente por el dinero. La mala suerte de Ataru le cuesta mucho, sobre todo cuando la casa se mantiene volando por los aires. El padre de Ataru por lo general encuentra refugio del caos cotidiano al siempre esconderse detrás del periódico.

- La Sra. Moroboshi es un ama de casa. Gritona, muy nerviosa y una rocín constante. Ella está gravemente avergonzada de su hijo, que siempre la está haciendo impopular entre los vecinos. A menudo proclama que ella jamás debió haberlo tenido. Pero a pesar de todos sus insultos, se sigue viendo a Ataru como su bebé y jamás soportaría que se fuera. Ella le da órdenes a su marido de un lado para el otro, que sólo se sienta allí leyendo el periódico con la esperanza de la locura se detenga.

El seiyu del Sr. Moroboshi es Kenichi Ogata que algunos podrán reconocer como el seiyu de Genma Saotome de Ranma ½, como el profesor Agasa de Detective Conan o como Myouga de Inuyasha. La seiyu de la Sra. Moroboshi es Natsumi Sakuma.

## Anime
El 1 de enero de 2022, se anunció una nueva adaptación de la serie de televisión y se estrenó en el bloque de programación Noitamina de Fuji TV el 14 de octubre de 2022. El segundo curso se estrenará en 2024. La serie es producida por David Production y dirigida por Hideya Takahashi y Yasuhiro Kimura, con guiones escritos por Yūko Kakihara, diseños de personajes por Naoyuki Asano, Takahiro Komei como director de la serie y Masaru Yokoyama componiendo la música. La serie se ordenó para 46 episodios de cuatro cursos, con la transmisión de la primera temporada de dos cursos. Sumire Uesaka interpretará a Lum, reemplazando a Fumi Hirano y Hiroshi Kamiya interpretará a Ataru Moroboshi, reemplazando a Toshio Furukawa.

### Guía de capítulos
195 episodios, el anime está mal estructurado en las historias, pues adaptaron capítulos desordenadamente. Desgraciadamente, esto se da más cerca del final de la serie de TV, entre los episodios 150-195. Por eso, en algunos capítulos, los personajes se comportan como en los primeros capítulos del manga/anime (Por ejemplo: Ataru deseando que Lum se vaya de su vida es una característica de los primeros capítulos. Incluso, varios capítulos del anime son vilmente alterados en su guion. Sin embargo, conforme avanza el manga, Ataru se guarda lo que realmente siente hacia ella bajo una máscara de fastidio hacia la chica ogro). Incluso el final fue bastante apresurado (por la prisa del personal para hacer Maison Ikkoku), basándose en uno de los capítulos del manga de 1982, titulado La diosa Amaterasu (Título basado en la traducción de Editorial Glenat).

### Temas musicales

#### Openings
1. Lum no Love Song ラムのラブソング (ep.1-78) [La canción de amor de Lum]

Intérprete: Yūko Matsutani
1. Dancing Star (ep.79-107) [Estrella bailarina]

Intérprete: Izumi Kobayashi
1. Pajama Jama da! パジャマ・じゃまだ! (ep.108-128) [¡Pijamas molestos!]

Intérprete: Kanako Narikiyo
1. Chance on Love (ep.129-150) [Oportunidad en el amor]

Intérprete: CINDY
1. Rock the Planet (ep.151-166) [El planeta baila]

Intérprete: Steffanie
1. Tonogata Gomen Asobase 殿方ごめん遊ばせ (ep.167-195) [Caballeros, perdónenme por jugar]

Intérprete: Shoko Minami

#### Endings
1. Uchū wa Taihen da! 宇宙は大ヘンだ! (ep.1-21) [¡El Universo es muy raro!]

Intérprete: Yūko Matsutani
1. Kokoro Bosoi na 心細いな (ep.22-43) [Desamparado ¿Eh?]

Intérprete: Helen Sassano
1. Cosmic Cycling 星空サイクリング (ep.44-54 & 65-77) [Ciclismo cósmico]

Intérprete: Virgin VS
1. I, I, You and Ai I, I, You & 愛 (ep.55-64) [Yo, yo, tú y el amor]

Intérprete: Izumi Kobayashi
1. Yume wa Love Me More 夢はLove me more (ep.78-106) [Mi sueño es que me ames más]

Intérprete: Izumi Kobayashi
1. Koi no Mebius 恋のメビウス (ep.107-127) [El Moebius del amor]

Intérprete: Rittsu
1. Open Invitation (ep.128-149) [Invitación abierta]

Intérprete: CINDY
1. Every Day エヴリデイ (ep.150-165) [Todos los días]

Intérprete: Steffanie
1. Good Luck: Towa yori Ai wo Komete. Good Luck 〜永遠より愛をこめて(ep.166-195) [Buena suerte: Desde la eternidad con amor]

Intérprete: Shoko Minami

### Películas
El éxito de la serie ha motivado a hacer películas. Si bien la serie ya llevaba un éxito grandiósamente relativo en televisión, las películas son las que llevaron la serie al estrellato en Japón. Se han hecho en total 6. En España se ha doblado y licenciado las 6 películas.
-Only You. Dirigida por Mamoru Oshii y diseños de Akemi Takada. Una de las más hilarantes y la favorita de Rumiko Takahashi (Estreno: 11 de febrero de 1983).
-Beautiful Dreamer. Dirigida por Mamoru Oshii y diseños de Kazuo Yamazaki (Aunque los diseños originales del anime corresponden a Akemi Takada, las diferencias son casi nulas). Considerada la más bella de las 6. Sin embargo, esta y las 2 siguientes no le agradaron para nada a Rumiko Takahashi. (Estreno: 11 de febrero de 1984).
-Remember My Love. Dirigida por Kazuo Yamazaki y diseños de Akemi Takada. Se destaca su banda sonora. (Estreno: 26 de enero de 1985).
-Lum the Forever. Dirigida por Kazuo Yamazaki y diseños de Akemi Takada. Para algunos una obra de arte, para otros, una pérdida de latas de cine. Considerada la más extraña de las 6. Aquí, un lateado Kazuo Yamazaki quería hacer su película de los sueños, cuyo mensaje (según él) era que la vida era tan preciosa como para ser desperdiciada en una serie. Sin embargo, su dificultad de entendimiento la condenó al fracaso.(Estreno: 22 de febrero de 1986).
-Kanketsu-hen (El capítulo final). Dirigida por Satoshi Dezaki y diseños de Setsuko Shibuichi. debido a la aceptación de la OVA 1 (estrenada en Televisión en junio de 1987), el personal de producción de aquella OVA decidió hacer esta película basada en los 11 últimos capítulos del manga. Esta es considerada la más fiel de las adaptaciones al cine de las historias de Rumiko Takahashi. Estrenada en doble función junto con Maison Ikkoku: Kanketsu-hen, además de una de las mejores películas de la serie, por ser la adaptación del final fue (junto con Maison Ikkoku: Kanketsu-hen por ser función doble) éxito de taquilla en Japón. Sin embargo, la controversia está en que no es considerada una película sino que más bien como un episodio alargado más de la serie. Pero al final de cuentas es una película porque fue estrenada en cines. En su edición española de Manga Films (y rescatada por Jonu Media para la colección Lamu: Las películas), se la nombró como "Chico encuentra a chica", en clara alusión al nombre que tuvo la saga final de 11 capítulos en el manga (Estreno: 6 de febrero de 1988).
-Itsudatte Mai Daarin (Por siempre mi Cariñín). Dirigida por Katsuhisa Yamada y diseños de Kumiko Takahashi. Película conmemorativa del 10.º aniversario de la serie, estrenada en doble función con la primera película de Ranma ½: ¡Gran Combate en Nekonron! ¡¡La lucha Todo-vale a todo o nada!!. Considerada la peor de las 6, en parte, porque Kanketsu-hen es el final verdadero y cerró magistral y dignamente la serie y en parte, porque involucionó a los personajes, comparados como se comportaban en la anterior película. (Estreno: 2 de noviembre de 1991).

### OVAs
Debido a factores de baja en la audiencia, los fracasos de UY - Remember my love y UY - Lum the forever y a un Kazuo Yamazaki que se estaba empezando a agotar y aburrir de la serie e ir a dedicarse de lleno a Maison Ikkoku (estrenada una semana después del fin de Urusei Yatsura), se decidió el final precipitado de la serie de TV en marzo de 1986. Sin embargo, el manga continuó siendo dibujado por Takahashi hasta 1987 y gozando de mucho éxito. Las OVAs sirvieron para animar algunas de esas historias para los fanes. Los cambios se notan en un diseño de personajes más estilizado y fiel al manga, a cargo de Setsuko Shibunnoichi (solo en las primeras 5 OVAs), y al cambio de estudio de animación ahora de parte de Magic Bus Co. Ltd. para las OVAs 1 a 5 y Madhouse junto con Watanabe Promotion para el resto de las OVAs. Si bien las primeras 5 OVAs poseían buena calidad de diseño y animación, a partir de la OVA 6 se produce un cambio de estudio y de animadores lo que hizo reducir la calidad de las OVAs.
Aquí va una lista de las OVAs lanzadas.
-Urusei Yatsura '87: ¡¡Aparece Inaba, el creador de sueños!! ¿¡Qué sucederá con el futuro de Lum!? (1 de septiembre de 1987). Dirigida por Satoshi Dezaki y diseño de personajes de Setsuko Shibunnoichi. Esta es la única OVA preestrenada en la Fuji TV el 18 de julio de 1987.
Debido a la buena aceptación de la OVA, y a que el manga llegó a su fin, el personal se repite para realizar la película 5. A partir de la OVA 2, Satoshi Dezaki deja la dirección y en su lugar la dirección la toma la guionista y diseñadora de personajes Setsuko Shibunnoichi hasta la OVA 5.
Los títulos están basados en los títulos ofrecidos por Jonu Media:
-Ryoko y la merienda del té en septiembre
-Álbum de recuerdos
-La llegada de Inaba, el creador de sueños
-El sorbete furioso (2 de diciembre de 1988)
-El prometido de Nagisa (8 de diciembre de 1988)
-El guardián eléctrico de jardín (21 de agosto de 1989)
-Aullidos a la luna (1 de septiembre de 1989)
A partir de las siguientes OVAs, se realiza rotación de directores y personal abandona el personal de Magic Bus y la producción se turna entre Madhouse y Watanabe Promotion, y la calidad de animación se reduce muy drásticamente.
-La cabra y... ¡PATATA! (21 de diciembre de 1989)
-Coge el corazón (27 de diciembre de 1989)
-Sarampión de los ojos de chica (21 de junio de 1991)
-Cita con un espíritu (21 de junio de 1991)
-La carrera de obstáculos de natación (23 de diciembre del 2008)

### Videojuegos
El primer videojuego publicado basado en la serie es un videojuego portátil, publicado por Bandai en 1982. Posteriormente se publicaron títulos para microordenadores, así como Urusei Yatsura: Lum no Wedding Bell (うる星やつらラムのウェディングベル?), publicado en Japón el 23 de octubre de 1986 por Jaleco para Famicom. Dicho juego fue desarrollado por Tose como un port del juego de arcade Momoki 120%. En 1987 se publicó Urusei Yatsura en Fujitsu FM-7 por Micro Cabin, y Urusei Yatsura: Koi no Survival Party (うる星やつら恋のサバイバルパーチー?) para MSX. Hudson Soft lanzó Urusei Yatsura: Stay With You (うる星やつら Stay With You?) para PC Engine CD el 29 de junio de 1990, con CD de música opcional. Game Arts publicó Urusei Yatsura: My Dear Friends (うる星やつら~ディア マイ フレンズ?) en Sega Mega-CD, el 15 de abril de 1994. El 20 de octubre de 2005 Marvelous publicó Urusei Yatsura: Endless Summer (うる星やつら エンドレスサマー?) para Nintendo DS.